# Рікардо Руїз де Ґауна
Рікардо Руїз де Ґауна (ісп. Ricardo Ruiz de Gauna Lascuraín) — баскський підприємець, президент клубу «Депортіво Алавес» із міста Віторія-Гастейс. В 1972—1974 роках 21-й, за ліком, президент головного футбольного клубу Алави.

## Життєпис
Рікардо Руїз де Ґауна був із числа баскської знаті, бо лише таким родинам доручалося кермування спортивними тогочасними клубами басків. Його предки були місцевими латифундистами та промисловими магнатами, відтак і Рікардо Руїза де Ґауну обирали в різні громадські асоціації. Коли в місті постав спортивний клуб Ґауни стали його акціонерами-партнерами, і так триває покоління за поколінням.
Рікардо Руїз де Ґауна продовжував родинні фінансові справи і був активним партнером спортивного клубу, а поготів його обрали в 1972 році президентом клубу «Депортиво Алавес». Прийшовши до команди в часі падіння команди (коли вони перебували в Терсері), йому вдалося об'єднати тренерський штаб та футболістів таки піднятися класом вище. В сезоні 1972-1973 тренував Колдо Аґірре (Koldo Agirre), який стабілізував гру в обороні команди і їм дещиці не вистачило для перехідних ігор (3 місце на фініші). Наступного сезону вдалося запросити відомого гравця Романа Ґаларраґу (Román Galarraga), і з ним команда стала беззаперечним лідером 2 групи Сегунди та з першого місця кваліфікувалася до Сегунди. Відтак, каденція Рікардо Руїза де Ґауни дійшла до кінця і на позитивній ноті він поступився місцем своїм партнерам, наступній знатній родині Ґараїв, зокрема їх представнику, що раніше вже управляв клубом — Хуану Арреґуї Ґараю.
Але, поступившись посадою президента алавесців, Рікардо Руїз де Ґауна продовжував свої фінансові справи (розвинувши готельний бізнес та логістично-транспортну компанію), окрім того сприяв спорту в столиці Алави, прищепивши й своїм нащадкам любов до спорту та клубу. Так, в 2010 році, їхня родина підставила плече підтримки клубу, опісля фінансового фіаско Пітермана, ввійшовши в члени правління й утримуючи над ним фінансовий тріумвірат.